# 草川昭三
草川 昭三（くさかわ しょうぞう、1928年〈昭和3年〉8月16日 - 2019年〈令和元年〉7月17日）は、日本の政治家。
衆議院議員（8期）、参議院議員（2期）、公明党国会対策委員長、公明党参議院議員会長、公明党副代表、公明党顧問などを歴任した。
公明党で最初の非創価学会員の議員である。行動派の論客として知られ、国会での追及の鋭さから「爆弾男」の異名を取った。国会対策委員長時代には自自公連立政権の発足に尽力し、その後も連立与党のパイプ役を担う。2013年7月に政界を引退した時点で、当時の参議院における最年長議員だった。

## 経歴

### 労働組合幹部
1928年8月16日、愛知県名古屋市に生まれる。太平洋戦争中は勤労学徒として航空機工場で働く。1945年、名古屋市立第一工業学校（現：西陵高等学校）を卒業。敗戦直後で食事に事欠く中、名古屋造船（石川島播磨重工業→IHI）の看板に「白米一合二勺支給」とあったことからここで働くことに決めた。
1950年のレッドパージによって日本共産党系の労働組合幹部が追放されると、代わって組合運動に携り、石川島播磨重工業労働組合書記長、委員長を歴任する。団体交渉では社長の土光敏夫と議論を戦わせる場面もあった。やがて組合運動だけでは労働条件の改善には限界があると気付き、政治の道を志すようになる。

### 政界入り
日本社会党に入党し、1967年の総選挙に日本社会党公認で旧愛知6区から立候補。社会党元書記長の江田三郎、かつて団体交渉で対峙した土光敏夫からも推薦を受けたが、次点で落選する。ちなみに、この選挙は公明党が初参戦した衆院選であり、愛知6区の最下位当選は公明党の石田幸四郎であった。
1976年の総選挙で旧愛知2区から公明党推薦の無所属候補として立候補し、初当選する。これは「創価学会員だけの党では幅が狭い。とくに労働界から人材を投入したい」という公明党側の誘いによるもので、非創価学会員としては初の公明系議員となった。この時点では草川は公明党に入党せず、公明党・国民会議として統一会派に所属した。当時の国民会議は高木健太郎、高桑栄松、和田教美、中西珠子、續訓弘、広中和歌子など、創価学会の会員・公明党員（立候補時）ではなく、公明党の活動に賛同した議員が参加した会派だった。

### 衆議院議員
国会では一貫して花形の予算委員会に所属し、自民党や官僚機構を激しく追及していく。新聞や週刊誌のネタを積極的に質疑に用い、委員会に国税庁職員を政府参考人として出席させて政府・自民党を挑発するなど、その切れ味の鋭さから「爆弾男」のニックネームを付けられた。
1978年4月、公害対策並びに環境保全特別委員会で喫煙の問題性を指摘し、受動喫煙による健康への影響について切り込む。この質疑をきっかけに国立病院の待合室が禁煙化され、新幹線にも禁煙車両が設置された。日本の男性の喫煙率が7割台の時代にあって、喫煙を環境・健康の問題として捉える質疑は画期的だった。
盲導犬の社会的立場の向上にも早期から取り組み、公共施設への盲導犬の立ち入りを自由とするよう政府に改善を求める。1982年4月の交通安全対策特別委員会では、突っ込んできた自動車から主人を庇って重傷を負った盲導犬サーブの事例を取り上げ、政府から「盲導犬は視覚障害者の身体の一部」との答弁を引き出した。これを機に、事故に遭った盲導犬にも自賠責保険が支払われるようになった。
1986年10月21日、決算委員会で質疑に立ち、強姦をテーマにしたコンピュータ用アダルトゲーム『177』を有害ソフトとして取り上げる。これを受け、通商産業省は業界団体に指導をする答弁をおこなった。草川は、国会でアダルトゲームを取り上げた初めての国会議員であるとされる。
1988年10月、ソウルパラリンピックの開会式に参加し、名古屋市の中部盲導犬協会でトレーニングを受けた盲導犬25頭と一緒に入場行進をおこなう。この際、懇談会で同席した韓国大統領の全斗煥に盲導犬の提供を約束し、当時の韓国では馴染みが薄かった盲導犬の普及に寄与している。
第二次世界大戦中にユダヤ人にビザを発給して多くの命を救った杉原千畝の評価をめぐっては、1992年、外務省欧亜局長の兵藤長雄や外務大臣の渡辺美智雄、内閣総理大臣の宮澤喜一を相手に連日にわたって質疑をおこない、外交官としての杉原の名誉を回復するよう政府に迫る。一方、同年のPKO国会では国際平和協力等に関する特別委員会の野党側理事として採決を主導した。
1993年の総選挙を前に公明党へ正式に入党して再選を果たしたのち、1994年12月に新進党の結成に参加する。1995年11月の宗教法人に関する特別委員会では、文部大臣の島村宜伸が国会内の控室で「創価学会を徹底して身体検査をしてやる」「パンツの中まで、ケツの穴まで見てやる」と発言していたことを暴露し、委員会を紛糾させた。1996年の住専国会においては議院運営委員会筆頭理事に就任し、議会運営の陣頭指揮を執る。
1997年2月の新進党両院議員総会では、オレンジ共済組合事件をめぐって党首の小沢一郎に「党首を辞めてもらいたい。責任を取れ。新メンバーで出直すべきだ」と直言し、国会でかつて対立していた自民党の野中広務から「お前は偉いやつだ。小沢に面と向かって辞めろといったのはお前が初めてだ」と告げられるなどした。

### 自自公連立政権
新進党の解党を受け、1998年1月、旧公明党の衆議院グループで結成した新党平和で国会対策委員長に就任する。同年11月、公明党の再結成に参加し、公明党国会対策委員長に就任した。
1999年1月に自民・自由両党の連立によって小渕第1次改造内閣が発足すると、野党の立場から小渕政権の国会運営に協力する。自民党国会対策委員長の古賀誠、自由党国会対策委員長の二階俊博と連携し、ガイドライン関連法、通信傍受法、国旗・国歌法、改正住民基本台帳法などを成立に導いた。古賀・二階との協調関係は「国対だんご3兄弟」とも称され、同年10月に発足した自自公連立政権の基礎を作った。
2000年6月25日、第42回衆議院議員総選挙に愛知6区から立候補するも、民主党新人の前田雄吉に敗れて落選。公明党国会対策委員長を退任し、後任には太田昭宏が就任した。

### 参議院議員
2001年7月29日、第19回参議院議員通常選挙に比例区（愛知・岐阜・三重・静岡重点）から立候補し、当選する。2003年の総選挙では、かつて新進党で行動をともにした保守新党元職の三沢淳を応援する。三沢は愛知4区から6区に国替えし、草川の小選挙区での後継者として選挙戦に臨んだが、民主党現職の前田に敗北した。
小泉政権下では内閣総理大臣秘書官の飯島勲と緊密に連携を取り、公明党の本音を政権に伝える役割を果たす。自民党参議院幹事長（のちに参議院議員会長）の青木幹雄とも信頼関係を築き、連立与党の黒子役としてともに政権の生命線を担った。この間、党では副代表、参議院議員会長、選挙対策本部副本部長を務め、参議院では2006年から2007年にかけて行政監視委員長を務める。
2007年の第21回参議院議員通常選挙には立候補せずに政界から引退することが決まっていたが、一転して公明党公認候補に名前が浮上する。同年7月29日に執行された同選挙では比例区（愛知重点）から公明党公認で立候補したが、当選圏内に届かず落選。この時点で、公明党所属の国会議員の中では最高齢（78歳）だった。落選後も公明党副代表の地位には留まり、秘書を維持して東京都中央区八重洲に事務所を構えた。

### 政界復帰と引退
2008年9月、参議院議員の遠山清彦が次期総選挙に比例九州ブロックから立候補するとして議員辞職したため、参議院議員に繰り上げ当選する。この繰り上げ当選をめぐって、政界では「自民党との太いパイプを持つ草川を一日も早く復帰させ、公明党執行部の態勢立て直しと与党内調整にあたらせるため」ではないかとの見方が広がった。政界復帰に伴い、党参議院議員団顧問に就任する。
2010年3月の予算委員会において、内閣官房機密費をめぐる鳩山由紀夫内閣の答弁と内閣官房の資料の食い違いを追及し、内閣官房長官の平野博文に月1680万〜2160万円の別支出の存在を認めさせる。同年7月の第22回参議院議員通常選挙の結果を受けて衆参ねじれが生じると、一時は参議院議長候補として名前が挙がった。
2012年7月、国民の生活が第一の発足に伴う議院内の勢力分野変動により、藤末健三の後任として参議院総務委員長に就任する。同年10月には法務委員長に就任し、党では同年12月に両院議員総会会長に選出される。
2013年7月、第23回参議院議員通常選挙には立候補せず政界から引退。この時点で、当時の参議院議員の中では最高齢（84歳）であった。同選挙では、比例区（愛知重点）から公明党公認で立候補した新妻秀規を事実上の後継候補として応援する。

### 政界引退後
2013年8月、公明党顧問に就任。公明党や自民党の各種会合に出席したほか、かつての勤務先であるIHIの関係者に請われて定期的に勉強会を開催した。2019年の第25回参議院議員通常選挙では、愛知県選挙区から公明党公認で立候補した安江伸夫を応援する。
2019年7月17日、急性心不全のため、名古屋市内で死去した。90歳没。

## 政策
- 選択的夫婦別姓制度導入に賛成[45]。

## 評価
- 200項目以上の国籍条項を撤廃し、サハリン残留韓国人の帰還支援、在日韓国人の国民体育大会参加への道を開くなど、マイノリティへの支援・地位向上に尽力した。2019年、その功績が認められ、民団団長の呂健二から感謝状と沈壽官作の薩摩焼を手渡された[46]。
- 元労働組合幹部かつ元日本社会党員という経歴を活かし、日本社会党構造改革派や総評系労働組合と公明党の関係を取り持った。元国際郵便電信電話労連（PTTI）東京事務所長の初岡昌一郎は「労働界から見ると、草川さんの役割が公明党との協力を進めるうえで、非常に大きかった」と評している[47]。
- 新進党や新党平和で行動をともにした旭道山和泰からは「たいへんお世話になり、政治だけに留まらず、人生の勉強もさせていただきました」と慕われている[48]。

## 選挙歴
| 当落 | 選挙                     | 執行日         | 選挙区    | 政党       | 得票数     | 得票率 | 定数 | 得票順位 /候補者数 | 政党内比例順位 /政党当選者数 |
| ---- | ------------------------ | -------------- | --------- | ---------- | ---------- | ------ | ---- | ------------------ | ---------------------------- |
| 落   | 第31回衆議院議員総選挙   | 1967年01月29日 | 旧愛知6区 | 日本社会党 | 7万1388票  | 17.9%  | 3    | 4/6                | /                            |
| 当   | 第34回衆議院議員総選挙   | 1976年12月05日 | 旧愛知2区 | 無所属     | 11万3529票 | 19.4%  | 4    | 1/7                | /                            |
| 当   | 第35回衆議院議員総選挙   | 1979年10月07日 | 旧愛知2区 | 無所属     | 9万3634票  | 16.3%  | 4    | 4/8                | /                            |
| 当   | 第36回衆議院議員総選挙   | 1980年06月22日 | 旧愛知2区 | 無所属     | 9万7674票  | 15.7%  | 4    | 4/7                | /                            |
| 当   | 第37回衆議院議員総選挙   | 1983年12月18日 | 旧愛知2区 | 無所属     | 11万4302票 | 19.3%  | 4    | 2/6                | /                            |
| 当   | 第38回衆議院議員総選挙   | 1986年07月06日 | 旧愛知2区 | 無所属     | 10万1735票 | 15.6%  | 4    | 4/8                | /                            |
| 当   | 第39回衆議院議員総選挙   | 1990年02月18日 | 旧愛知2区 | 無所属     | 11万7725票 | 16.0%  | 4    | 3/9                | /                            |
| 当   | 第40回衆議院議員総選挙   | 1993年07月18日 | 旧愛知2区 | 公明党     | 15万1260票 | 21.4%  | 4    | 2/10               | /                            |
| 当   | 第41回衆議院議員総選挙   | 1996年10月20日 | 愛知6区   | 新進党     | 9万812票   | 39.72% | 1    | 1/8                | /                            |
| 落   | 第42回衆議院議員総選挙   | 2000年06月25日 | 愛知6区   | 公明党     | 9万2321票  | 36.82% | 1    | 2/6                | /                            |
| 当   | 第19回参議院議員通常選挙 | 2001年07月29日 | 比例区    | 公明党     | 69万9069票 | -      | 48   | /                  | 4/8                          |
| 繰当 | 第21回参議院議員通常選挙 | 2007年07月29日 | 比例区    | 公明党     | 3万8792票  | -      | 48   | /                  | 8/7                          |

## 役職歴

### 常任委員会
衆議院
- 決算委員長
- 議院運営委員会 新進党筆頭理事

参議院
- 法務委員長
- 総務委員長
- 行政監視委員長

### 特別委員会
参議院
- 消費者問題に関する特別委員長

### 新党平和
- 国会対策委員長

### 公明党
- 顧問
- 選挙対策本部副本部長
- 両院議員総会会長
- 副代表
- 参議院議員団顧問
- 参議院議員会長
- 国会対策委員長